# Georg Hannig
Georg Hannig (ur. w 1872 w Berlinie, zm. 14 listopada 1934 r. tamże) – współtwórca i pierwszy dyrektor Cmentarza Centralnego w Szczecinie.

## Życiorys
Dyplomowany ogrodnik. Zdobył gruntowne doświadczenie zawodowe między innymi w ogrodach Wersalu. Pracował przy projektowaniu, tworzeniu i pielęgnacji parków w całej Europie. Na początku XX wieku zamieszkał w Szczecinie, gdzie wspólnie z Wilhelmem Meyer-Schwartau zajął się rozbudową (1918) i nadaniem ostatecznego kształtu Cmentarza Centralnego, którego był dyrektorem do roku 1928. Następnie przeniósł się do Szwajcarii. Zmarł 14 listopada 1934 roku i został pochowany w Berlinie.